# 双鱼座109b
双鱼座109b（亦称为HD 10697 b）是一颗长周期系外行星，母星是双鱼座109。该行星质量至少为木星的6.38倍，可能是一颗类木行星。作为典型的长周期系外行星，其轨道离心率大于木星。
发现者估计，由于接受母星热辐射的缘故，该行星的有效温度达到了264K，如果存在内热 的话，其温度至少还能再升高10-20K。
初步的天体测量表明该行星的轨道倾角达到了170.3°， 其质量则为木星的38倍，如此大的质量甚至可能使其成为一颗褐矮星。但是，随后的进一步分析表明前期的测量方法并不足以得出其轨道值，所以该行星的轨道倾角和质量仍是未知数。